# جارود غيدز
جارود غيدز (بالإنجليزية: Jarrod Geddes) هو منافس ألعاب قوى أسترالي، ولد في 24 فبراير 1994.

## وصلات خارجية
- جارود غيدز على موقع الاتحاد الدولي لألعاب القوى (الإنجليزية)
- جارود غيدز على موقع النتائج التاريخية لألعاب القوى الأسترالية (الإنجليزية)
- جارود غيدز على موقع اتحاد ألعاب الكومنولث (مؤرشف) (الإنجليزية)